# Авраамий Смоленский
Авраа́мий Смоле́нский (ок. 1170 — после 1220) — русский православный святой, преподобный. Память совершается 21 августа (3 сентября).

## Жизнеописание
Место и время рождения и смерти неизвестны. Составитель «Словаря русских художников…» Н. П. Собко указывает, что родился он «по некоторым данным около 1171 г.» и скончался, «вероятно, 21 августа 1221 г.» — исходя из предположения, что умер он в возрасте около 50 лет.
После смерти родителей Авраамий принял постриг в Успенском монастыре в Селище близ Смоленска (ныне — Богородицкое). Рукоположённый во священники, он успешно проповедовал; на его проповеди стекалось множество народа, поскольку он был не только очень начитан, но был «хитр… не токмо почитати, но протолковати». После того как игумен монастыря запретил ему проповедовать, Авраамий был вынужден удалиться в бедный смоленский Крестовоздвиженский монастырь на Покровской горе. Вскоре его стараниями обитель была приведена в лучшее состояние, украсилась новыми иконами (возможно, письма самого Авраамия), что дало повод к зависти со стороны большой части духовенства Смоленска. Авраамий был подвергнут публичному суду епископа Игнатия и, несмотря на оправдание князем, запрещён в служении.
«Житие Авраамия» рассказывает, что, будучи изгнан, он сотворил чудо, вызвав дождь после засухи (около 1218—1220). Это чудо, а также смерть многих противников Авраамия привели к возвращению его в Смоленск — игуменом Ризположенского монастыря, получившего впоследствии его имя — Авраамиев монастырь. «Житие» сообщает о написании им также икон «Страшный суд Второго пришествия» и «Изображение мытарств, проходимых душею по смерти». Авраамий обвинялся в чтении глубинных книг — апокрифов. Скончался до 1224 года, прожив в иночестве около половины столетия.
«Жития Авраамия», известные по спискам XVI—XVII веков, принадлежат к числу наиболее значимых письменных памятников по содержанию и по литературной форме.
Канонизирован на Макарьевском соборе в 1549 году. В том же году канонизирован Папой Римским Павлом III.